# Spaniocentra spicata
Spaniocentra spicata är en fjärilsart som beskrevs av Holloway 1982. Spaniocentra spicata ingår i släktet Spaniocentra och familjen mätare. Inga underarter finns listade i Catalogue of Life.